# Y a-t-il un flic pour sauver la reine ?
Série
Y a-t-il un flic pour sauver le président ? 
(1990)
Pour plus de détails, voir Fiche technique et Distribution.
Y a-t-il un flic pour sauver la reine ? ou L'agent fait la farce au Québec et Nouveau-Brunswick (The Naked Gun: From the Files of Police Squad!) est un film américain réalisé par David Zucker, sorti en 1988. Le film est une adaptation de la série télévisée Police Squad datant de 1982 également créée par la bande des ZAZ et toujours incarnée par Leslie Nielsen.

## Synopsis
Frank Drebin est policier dans la brigade spéciale de la police de Los Angeles. Son meilleur ami et partenaire Nordberg est gravement blessé et accusé de trafic de drogue. Dès lors, Frank cherche à savoir qui a voulu tuer son ami. Son enquête l'amène sur les traces de Vincent Ludwig, riche homme d'affaires à qui l'on vient de confier la charge d'organiser la venue de la reine Élisabeth II. Frank fait la rencontre de l'assistante de Ludwig, Jane Spencer, dont il va tomber amoureux.

## Fiche technique
- Titre original : The Naked Gun: From the Files of Police Squad!
- Titre français : Y a-t-il un flic pour sauver la reine ?
- Titre québécois : L'agent fait la farce
- Réalisation : David Zucker
- Scénario : Jerry Zucker, Jim Abrahams, David Zucker & Pat Proft
- Musique : Ira Newborn
- Direction artistique : Donald B. Woodruff
- Décors : John J. Lloyd
- Costumes : Mary E. Vogt
- Photographie : Robert M. Stevens
- Montage : Michael Jablow
- Production : Robert K. Weiss
  - Producteurs délégués : Jim Abrahams, David Zucker et Jerry Zucker
  - Producteurs associés : Kevin Marcy et John D. Schofield
- Sociétés de production et Sociétés de distribution : Paramount Pictures
- Budget : 12 000 000 $ (USD) (estimation)
- Pays d'origine :  États-Unis
- Langue originale : Anglais
- Format : Couleur - 35 mm - 1.85:1 - son Mono
- Genre : Comédie policière, Parodie, Action, Romance
- Durée : 85 minutes
- Dates de sortie[1] :
  - États-Unis : 2 décembre 1988
  - France[2] : 1er mars 1989
  - France : septembre 2009 (Festival du cinéma américain de Deauville)
- Classification : Tous publics en France

## Distribution
- Leslie Nielsen (VF : Jean-Claude Michel) : le lieutenant Frank Drebin
- Priscilla Presley (VF : Céline Monsarrat) : Jane Spencer
- Ricardo Montalban (VF : Bernard Tiphaine) : Vincent Ludwig
- George Kennedy (VF : Benoît Allemane) : le capitaine Ed Hocken
- O. J. Simpson : Nordberg
- Nancy Marchand (VF : Paule Emanuele) : la mairesse
- Raye Birk (VF : Gérard Berner) : Pahpshmir
- Ed Williams : Ted Olsen
- Charlotte Zucker (VF : Françoise Fleury) : Dominique
- Susan Beaubian (VF : Marie Vincent) : Mme Wilma Nordberg
- Jeannette Charles : Élisabeth II
- Weird Al Yankovic : la vedette débarquant de l'avion
- Joe Grifasi (VF : Paul Borne) : le manutentionnaire du port
- Nicholas Worth : un des hommes de main de Ludwig
- David Katz : Yasser Arafat
- Prince Hughes : Idi Amin Dada
- John Houseman : le moniteur de l'auto-école
- Winifred Freedman : Stephanie
- Bob Herron : le docteur Alford (non crédité)
- Brinke Stevens : la fille brune dans la salle de bain (non créditée)
- Reggie Jackson (VF : Richard Darbois) : le joueur de baseball devant tuer la reine

## Analyse